# Hydrotaea fuscocalyptrata
Hydrotaea fuscocalyptrata är en tvåvingeart som beskrevs av Macquart 1855. Hydrotaea fuscocalyptrata ingår i släktet Hydrotaea och familjen husflugor. Inga underarter finns listade i Catalogue of Life.